# Tradescantia anagallidea
Tradescantia anagallidea är en himmelsblomsväxtart som beskrevs av Moritz August Seubert. Tradescantia anagallidea ingår i släktet båtblommor, och familjen himmelsblomsväxter. Inga underarter finns listade.